# Élections sénatoriales de 2011 dans le Jura
Les élections sénatoriales dans le Jura ont lieu le dimanche 25 septembre 2011. Elles ont pour but d'élire les sénateurs représentant le département au Sénat pour un mandat de six années.

## Contexte départemental
Lors des élections sénatoriales du 23 septembre 2001 dans le Jura, deux sénateurs ont été élus, Gérard Bailly (RPR) et Gilbert Barbier  (UDF). Le sénateur André Jourdain a été battu lors de ce renouvellement. 
Depuis, tous les effectifs du collège électoral des grands électeurs ont été renouvelés, avec les élections législatives françaises de 2007, les élections régionales françaises de 2010, les élections cantonales de 2008 et 2011 et les élections municipales françaises de 2008.
| Candidat et parti politique | Candidat et parti politique | Candidat et parti politique | Premier tour | Premier tour | Second tour | Second tour |
| Candidat et parti politique | Candidat et parti politique | Candidat et parti politique | Voix         | %            | Voix        | %           |
| --------------------------- | --------------------------- | --------------------------- | ------------ | ------------ | ----------- | ----------- |
|                             | Gérard Bailly               | RPR                         | 507          | 53,54        |             |             |
|                             | Gilbert Barbier             | UDF                         | 418          | 44,13        | 363         | 38,99       |
|                             | André Jourdain              | DVD                         | 273          | 28,83        | 317         | 34,05       |
|                             | Denis Jeunet                | PS                          | 252          | 26,61        | 251         | 26,96       |
|                             | Antoinette Gillet           | Verts                       | 209          | 22,07        |             |             |
|                             | Michel Giniès               | PCF                         | 55           | 5,81         |             |             |
|                             | Elisabeth Caumont           | PCF                         | 44           | 4,65         |             |             |
|                             | Hervé Lavenir de Buffon     | DIV                         | 16           | 1,69         |             |             |
|                             | Luc Bejean                  | MNR                         | 15           | 1,37         |             |             |
|                             | Rémy Besançon               | DIV                         | 7            | 0,74         |             |             |
|                             | Jean-Etienne Normand        | MNR                         | 6            | 0,63         |             |             |
|                             | Maurice Batail              | FN                          | 5            | 0,53         |             |             |
|                             | Jacqueline Montoroi         | DIV                         | 4            | 0,42         |             |             |

## Sénateurs sortants
| Sénateur | Sénateur        | Parti | Fonctions lors de l'élection en 2001 |
| -------- | --------------- | ----- | ------------------------------------ |
|          | Gérard Bailly   | UMP   | Président du conseil général         |
|          | Gilbert Barbier | UMP   | Maire de Dole                        |

## Présentation des candidats et des suppléants
Les nouveaux représentants sont élus pour une législature de 6 ans au suffrage universel indirect par les 970 grands électeurs du département. Dans le Jura, les sénateurs sont élus au scrutin majoritaire. Leur nombre reste inchangé, 2 sénateurs sont à élire. Ils sont 10 candidats dans le département, chacun avec son suppléant.

### Candidats
| T/S | Candidats | Candidats                   | Parti | Principale fonction                                       |
| --- | --------- | --------------------------- | ----- | --------------------------------------------------------- |
| T   |           | Antoinette Gillet           | EELV  | Conseillère régionale                                     |
| S   |           | Brigitte Monnet             | EELV  | Conseillère régionale, maire de Vincelles                 |
| T   |           | Michel Giniès               | PCF   | Conseiller général, maire de Damparis                     |
| S   |           | Christiane Porteret         | PCF   | Maire d'Éclans-Nenon                                      |
| T   |           | André Lamy                  | PCF   | Conseiller général                                        |
| S   |           | Marianne Ramé               | PCF   | Conseillère municipale de Champagnole                     |
| T   |           | Denis Vuillermoz            | PS    | Conseiller régional                                       |
| S   |           | Danielle Brulebois          | PS    | Conseillère générale, conseillère municipale de Chaumergy |
| T   |           | Denis Jeunet                | PS    | Conseiller général, conseiller municipal d'Orchamps       |
| S   |           | Jean-Paul Gruet-Masson      | PS    | Adjoint au maire de Saint-Claude                          |
| T   |           | Gilbert Barbier             | UMP   | Sénateur sortant, conseiller municipal de Dole            |
| S   |           | Marie-Christine Chauvin     | UMP   | Conseillère générale, maire de Chaux-Champagny            |
| T   |           | Gérard Bailly               | UMP   | Sénateur sortant, conseiller général                      |
| S   |           | Sophie Oblinski             | UMP   | Adjointe au maire de Lons-le-Saunier                      |
| T   |           | Sylvie Vermeillet           | UMP   | Conseillère régionale, maire de Cernans                   |
| S   |           | François Godin              | UMP   | Conseiller général, maire de Bois-d'Amont                 |
| T   |           | Pierre Sarramagnan-Souchier | DIV   |                                                           |
| S   |           | Vincent Bruyère             | DIV   |                                                           |
| T   |           | Jean-Pierre Mouget          | FN    |                                                           |
| S   |           | Josette Devarieux           | FN    |                                                           |

## Résultats
| Candidat et parti politique | Candidat et parti politique | Candidat et parti politique | Premier tour | Premier tour | Second tour | Second tour |
| Candidat et parti politique | Candidat et parti politique | Candidat et parti politique | Voix         | %            | Voix        | %           |
| --------------------------- | --------------------------- | --------------------------- | ------------ | ------------ | ----------- | ----------- |
|                             | Gérard Bailly               | UMP                         | 423          | 44,67        | 476         | 50,21       |
|                             | Gilbert Barbier             | UMP                         | 314          | 33,16        | 446         | 47,05       |
|                             | Denis Vuillermoz            | PS                          | 305          | 32,21        | 432         | 45,57       |
|                             | Denis Jeunet                | PS                          | 280          | 29,57        | 400         | 42,19       |
|                             | Sylvie Vermeillet           | UMP                         | 251          | 26,50        | Retrait     | Retrait     |
|                             | Antoinette Gillet           | EELV                        | 83           | 8,76         | 60          | 6,33        |
|                             | André Lamy                  | PCF                         | 61           | 6,44         | Retrait     | Retrait     |
|                             | Michel Giniès               | PCF                         | 60           | 6,34         | Retrait     | Retrait     |
|                             | Jean-Pierre Mouget          | FN                          | 16           | 1,69         | 9           | 0,95        |
|                             | Pierre Sarramagnan-Souchier | DIV                         | 6            | 0,63         | 4           | 0,42        |
|                             |                             |                             |              |              |             |             |
| Inscrits                    | Inscrits                    | Inscrits                    | 970          | 100,00       | 970         | 100,00      |
| Abstentions                 | Abstentions                 | Abstentions                 | 9            | 0,93         | 3           | 0,31        |
| Votants                     | Votants                     | Votants                     | 961          | 99,07        | 967         | 99,69       |
| Blancs et nuls              | Blancs et nuls              | Blancs et nuls              | 14           | 1,44         | 19          | 1,96        |
| Exprimés                    | Exprimés                    | Exprimés                    | 947          | 97.63        | 948         | 97,73       |